# NGC 7547
NGC 7547 ist eine linsenförmige Galaxie vom Hubble-Typ SAB0/a im Sternbild Pegasus knapp nördlich des Himmelsäquators. Sie ist schätzungsweise 221 Millionen Lichtjahre von der Milchstraße entfernt und hat einen Durchmesser von etwa 70.000 Lichtjahren.
Gemeinsam mit NGC 7549, NGC 7550, NGC 7553 und NGC 7558 bildet sie die Galaxiengruppe HCG 93.
Das Objekt wurde am 26. August 1827 vom britischen Astronomen John Herschel entdeckt.